# Linia kolejowa Rżew – Wielkie Łuki
Linia kolejowa Rżew – Wielkie Łuki – linia kolejowa w Rosji łącząca stację Rżew-Bałtycki ze stacją Wielkie Łuki. Zarządzana jest przez Kolej Październikową (część Kolei Rosyjskich). Fragment linii Moskwa - Siebież - Ryga.
Linia położona jest w obwodach twerskim i pskowskim. Jej część znajdująca się w obwodzie twerskim należy do regionu moskiewskiego Kolei Październikowej, a obwodzie pskowskim do regionu petersbursko-witebskiego Kolei Październikowej (granica przebiega pomiędzy stacjami Rusanowo i Żyżyca). Na całej długości jest niezelektryfikowana i jednotorowa.

## Historia
Linia została zbudowana na przełomie XIX i XX w. jako część kolei moskiewsko-windawskiej. Otwarcie dla ruchu miało miejsce 11 września?/24 września 1901.
Początkowo leżała w Imperium Rosyjskim, następnie w Związku Sowieckim. Od 1991 położona jest w Rosji.